# Christopher Wheeldon
Christopher Peter Wheeldon (Yeovil, 22 marzo 1973) è un coreografo ed ex ballerino britannico.

## Biografia
Nato a Yeovil, nel Somerset, figlio di un ingegnere e di una fisioterapista, Christopher Wheeldon ha cominciato a studiare danza all'età di otto anni, prima di specializzarsi alla Royal Ballet School tra gli undici e i diciotto anni. Nel 1991 si unì al Royal Ballet e nello stesso anno vinse il Prix de Lausanne. Nel 1993, all'età di diciannove anni, si trasferì a New York dove si unì al New York City Ballet, in cui fu promosso solista nel 1998. Due anni dopo terminò di esibirsi come ballerino per dedicarsi esclusivamente all'attività di coreografo, intrapresa nel 1997.
Tra il 2001 e il 2008 fu il coreografo residente del New York City Ballet, per la quale coreografò numerosi balletti di grande successo di critica e pubblico. In parallelo all'attività a New York, Wheeldon coreografò opere per altre compagnie, tra cui il Royal Ballet, il San Francisco Ballet e il Balletto Bol'šoj. Nel 2006 ha fondato una propria compagnia, la Morphoses/The Wheeldon Company, che si è affermata su entrambe le sponde dell'Atlantico con frequenti rappresentazioni al New York City Center e al Sadler's Wells di Londra.
Nel 2011 ha curato le coreografie per Alice nel Paese delle Meraviglie (Alice's Adventures in Wonderland), il primo balletto originale commissionato dalla Royal Opera House in oltre vent'anni; il balletto fu accolto positivamente da critica e pubblico, tanto che nel 2014 Wheeldon coreografò un nuovo balletto per Covent Garden, The Winter's Tale, tratto dall'omonimo romance di Shakespeare. The Winter's Tale valse a Wheeldon il suo terzo Prix de Lausanne nel 2015, due anni dopo aver vinto il suo secondo Prix per la sua Cenerentola all'Het Nationale Ballet. Nel 2015 ha vinto il Tony Award alla miglior coreografia per il musical An American in Paris a Broadway.
Nel 2016 il Teatro dell'Opera di Roma porta al debutto la sua ripresa de Il lago dei cigni, mentre nel dicembre dello stesso anno il Joffrey Ballet di Chicago presenta in anteprima assoluta le sue nuovo coreografie de Lo schiaccianoci. Nel 2022 ha vinto un secondo Tony Award per il musical MJ a Broadway e il suo balletto in tre atti Like Water for Chocolate ha esordito alla Royal Opera House. Nel 2024 l'Australian Ballet ha portato al debutto il suo quarto balletto originale, Oscar, incentrato sulla vita di Oscar Wilde. Nel 2024 MJ ha esordito a Londra e gli è valso un Premio Laurence Olivier al miglior coreografo.

## Vita privata
Wheeldon è dichiaratamente gay e sposato con l'istruttore di yoga Ross Rayburn dal 2013.

## Premi
- Prix de Lausanne, Gold Medal (1991)
- Mae L. Wien Award, School of American Ballet
- Martin E. Segal Award, Lincoln Center, New York City
- London Critics' Circle Award
- American Choreography Award
- Olivier Award (Polyphonia, New York City Ballet) 2003
- Dance Magazine Award
- Prix Benois de la Danse–2013, best choreography (Cinderella by Sergei Prokofiev, Dutch National Ballet)
- Prix Benois de la Danse–2015, best choreography (The Winter's Tale by Joby Talbot, The Royal Ballet)
- 2015 Tony Award for best choreography 'An American in Paris'
- Times Arts Award for Best Director of A Musical 'An American in Paris"
- Outer Critics Circle Award Best Director of a musical 'An American in Paris' and choreography 'An American in Paris'
- Broadwayworld.co.uk award for Best Director of a Musical for An American in Paris.